# 콜린 프릴스

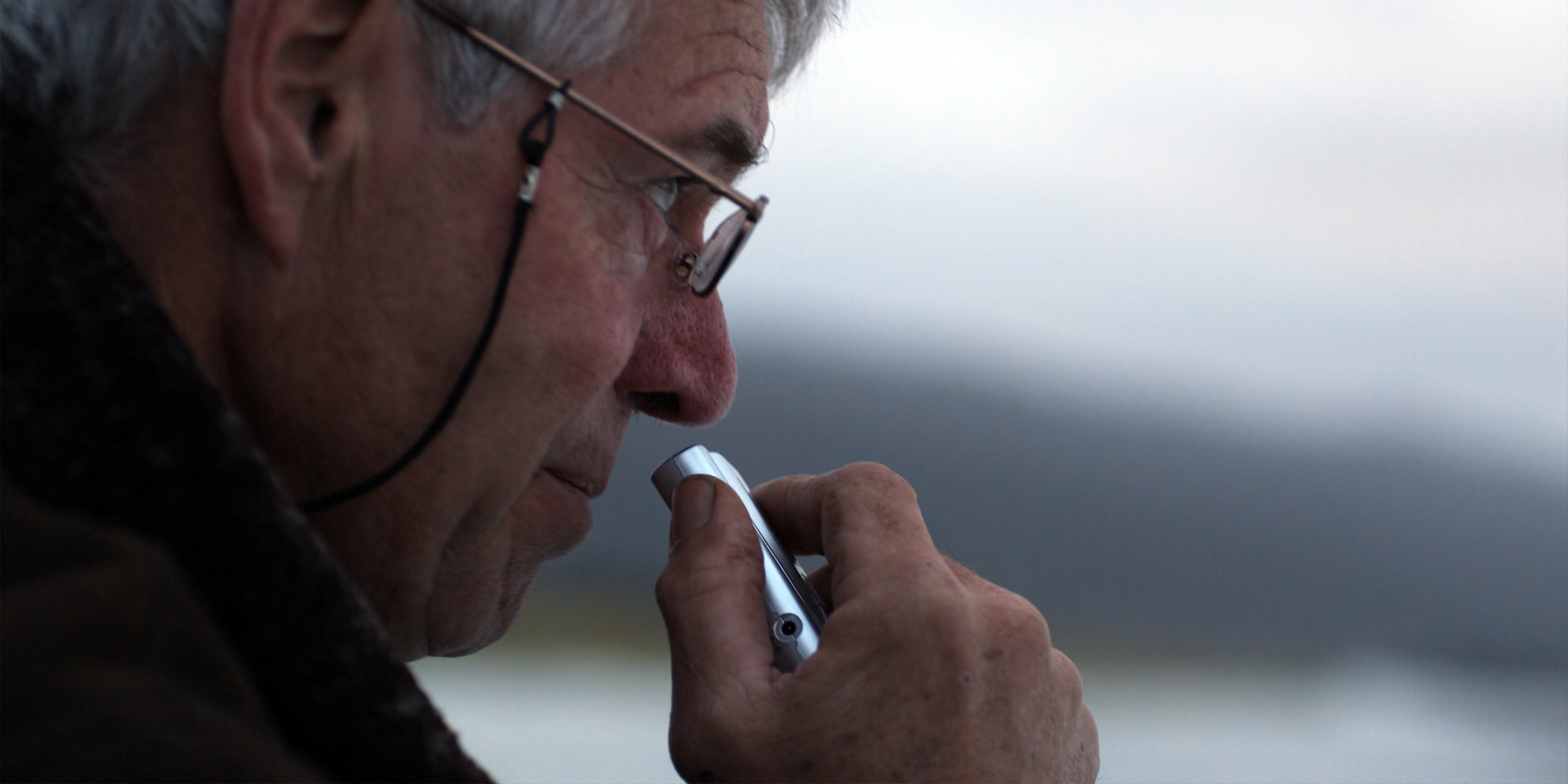

콜린 프릴스(Colin Friels, 1952년 9월 25일 ~ )는 오스트레일리아의 배우이다.
킬위닝에서 태어났다.

## 출연 작품

### 영화
- Monkey Grip (1982)
- 위너스 (1984, The Coolangatta Gold)
- 캥거루 (1986, Kangaroo)
- 제로지대 (1987, Ground Zero)
- 야간 열차의 뜨거운 밤 (1988)
- 하이 타이드 (1988, High Tide)
- 다크맨 (1990) - 루이스 스트랙 주니어 역
- 집단 소송 (1991)
- 딩고 (1991, Dingo) - 존 앤더슨 역
- 노스트라다무스의 연인 (1993, The Nostradamus Kid)
- 아프리카의 좋은 사람 (1994)
- 엔젤 베이비 (1995, Angel Baby)
- 코시 (1996, Cosi)
- 다크 시티 (1998) - 에디 월렌스키 역
- 메리지 액트 (2000, Marriage Acts)
- The Man Who Sued God (2001)
- 흑과 백 (2002, Black and White)
- BlackJack (2003-07) - 텔레비전 영화 시리즈
- 톰 화이트 (2004, Tom White) - 톰 화이트 역
- 더 일러스트레이티드 패밀리 닥터 (2005, The Illustrated Family Doctor) - 레이 길 역
- 북 오브 레버레이션 (2006)
- Blind Company (2009)
- 워 오브 투모로우 (2010) - 닥터 클레멘츠 역
- 맷칭 잭 (2010, Matching Jack)
- 레스트 위 포겟 (2010, Lest We Forget) - 단편
- 아이 오브 더 스톰 (2011) - 아솔 쉬레브 역
- A Heartbeat Away (2011)
- 마보 (2012, Mabo)
- 더 터닝 (2013, The Turning)